# Rosensångare
Rosensångare (Curruca subalpina) är en sydeuropeisk relativt nyligen urskild fågelart i familjen sylvior (Sylviidae), tidigare behandlad som underart till rödstrupig sångare (C. cantillans). Fågeln häckar på öar i västra Medelhavet samt i norra delen av Italien. Vintertid flyttar den till Afrika strax söder om Sahara. IUCN kategoriserar den som livskraftig.

## Kännetecken

### Utseende
Rosensångare är mycket lik rödstrupig sångare med hos hanen blyfärgad ovansida, vitt mustaschstreck och rödfärgad undersida. Den är dock blekare undertill, lax- eller gammalrosa snarare än tegelröd eller roströd. Till skillnad från rödstrupig sångare ruggar den sina vingpennor senare på året, vilket betyder att fåglar på vårkanten har fräscha fjädrar. Honan är liksom rödstrupig sångare blekare än hanen med brungrå rygg, bara en svagt röd ton undertill och vit ögonring.

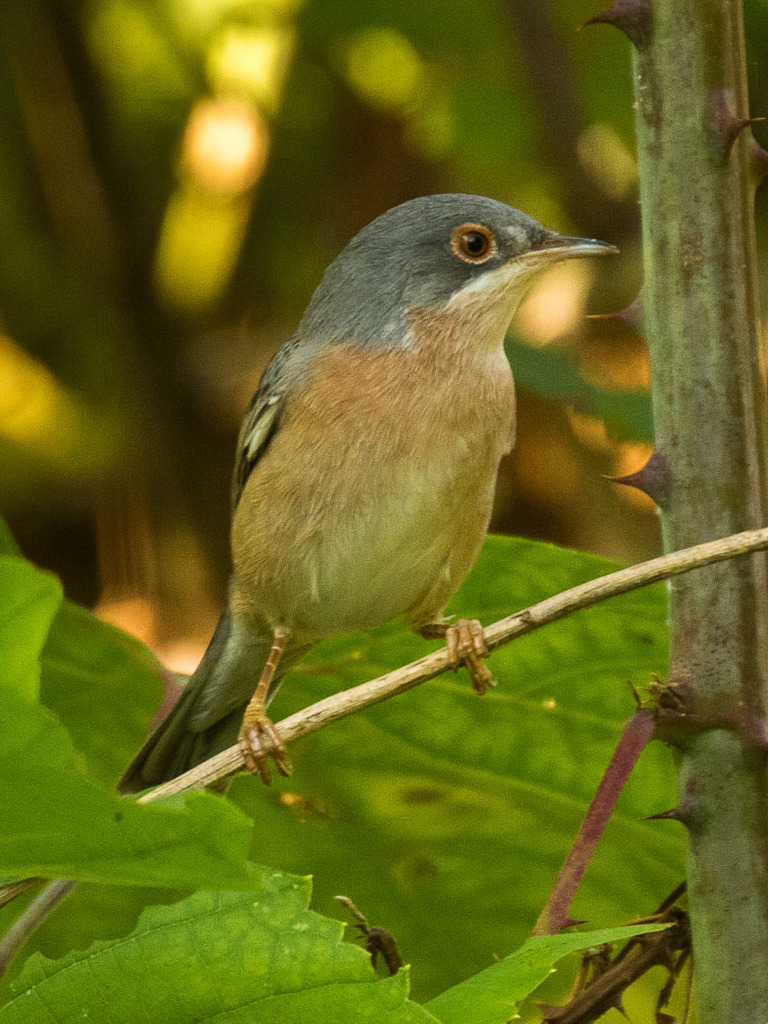
Hane rosensångare fotograferad i italienska Castelletto Merli.

### Läten
Rosensångarens läten skiljer sig tydligt från rödstrupig sångare. Sången är snabbare, ljusare och mer insektslik och kan påminna om en gulhämplings. Locklätet är ett metalliskt och surrande "zerrr" eller "trrrt", liknande gärdsmyg och stjärtmes.

## Utbredning och systematik
Rosensångare häckar på öar i västra Medelhavet, på Mallorca, Cabrera, Korsika och Sardinien, men även i norra delen av Italien. Den har också nyligen noterats häcka på Menorca och Ibiza i Balearerna. Den tros övervintra i västra Sahel, i öster åtminstone till Niger och norra Nigeria. Få individer har påträffats under flyttningen, men minst två specimen finns från Tunisien. En studie från 2020 visade också att typserien för rostsångarens taxon inornata från Tunisien egentligen utgjorde rosensångare. Under våren ses arten även oregelbundet i södra Frankrike. Tillfälligt har den påträffats i bland annat Belgien, Storbritannien, Danmark, Sverige, Tyskland och Marocko.

### Artstatus
Fram tills nyligen ansågs rosensångare utgöra en underart till rödstrupig sångare (Curruca cantillans), då med epitetet moltonii. Sentida studier visar dock på avvikande utseende, ruggning, läte och DNA, samt att de är reproduktivt isolerade i norra Italien. Numera urskiljs den därför allmänt som egen art, nu med artepitetet subalpina som ansågs ha prioritet före moltonii.

### Släktestillhörighet
Arten placeras traditionellt i släktet Sylvia. Genetiska studier visar dock att Sylvia består av två klader som skildes åt för hela 15 miljoner år sedan. Sedan 2020 delar BirdLife Sverige och tongivande internationella auktoriteten International Ornithological Congress (IOC) därför upp Sylvia i två skilda släkten, varvid rosensångare förs till Curruca. Även eBird/Clements följde efter 2021.

### Fynd i Sverige
Arten har med säkerhet påträffats i Sverige endast vid tre tillfällen: en hane vid Falsterbo kyrka i Skåne 4 juni 2003, en ung hona på ön Nidingen i Halland 30 maj 2009 och en ung hane ringmärkt i Ottenby på Ölands södra udde 26 maj 2018. Ytterligare ett knappt 70-tal fynd har gjorts av fåglar i artkomplexet rosensångare/rostsångare/rödstrupig sångare, men som inte gått att bestämma med säkerhet till art.

## Ekologi
Rosensångaren återfinns i torrt öppet landskap, gärna på buskiga sluttningar. Den lägger tre till fem ägg i ett bo som placeras i en låg buske eller ärttörne. Den är insektsätande, men äter även bär.

## Status och hot
Arten har ett stort utbredningsområde och en stor population, och tros öka i antal. Utifrån dessa kriterier kategoriserar internationella naturvårdsunionen IUCN arten som livskraftig (LC).

## Namn
Fågeln kallades tidigare moltonisångare på svenska, en direktöversättning av det engelska namnet Moltoni's Warbler som hedrar den italienska ornitologen Edgardo Moltoni (1896–1980). I juni 2025 tilldelades den ett nytt och mer deskriptivt namn av BirdLife Sveriges taxonomikommitté. Det vetenskapliga artnamnet subalpina betyder "nedanför Alperna".